# 1 Eskadra Dalekiego Rozpoznania

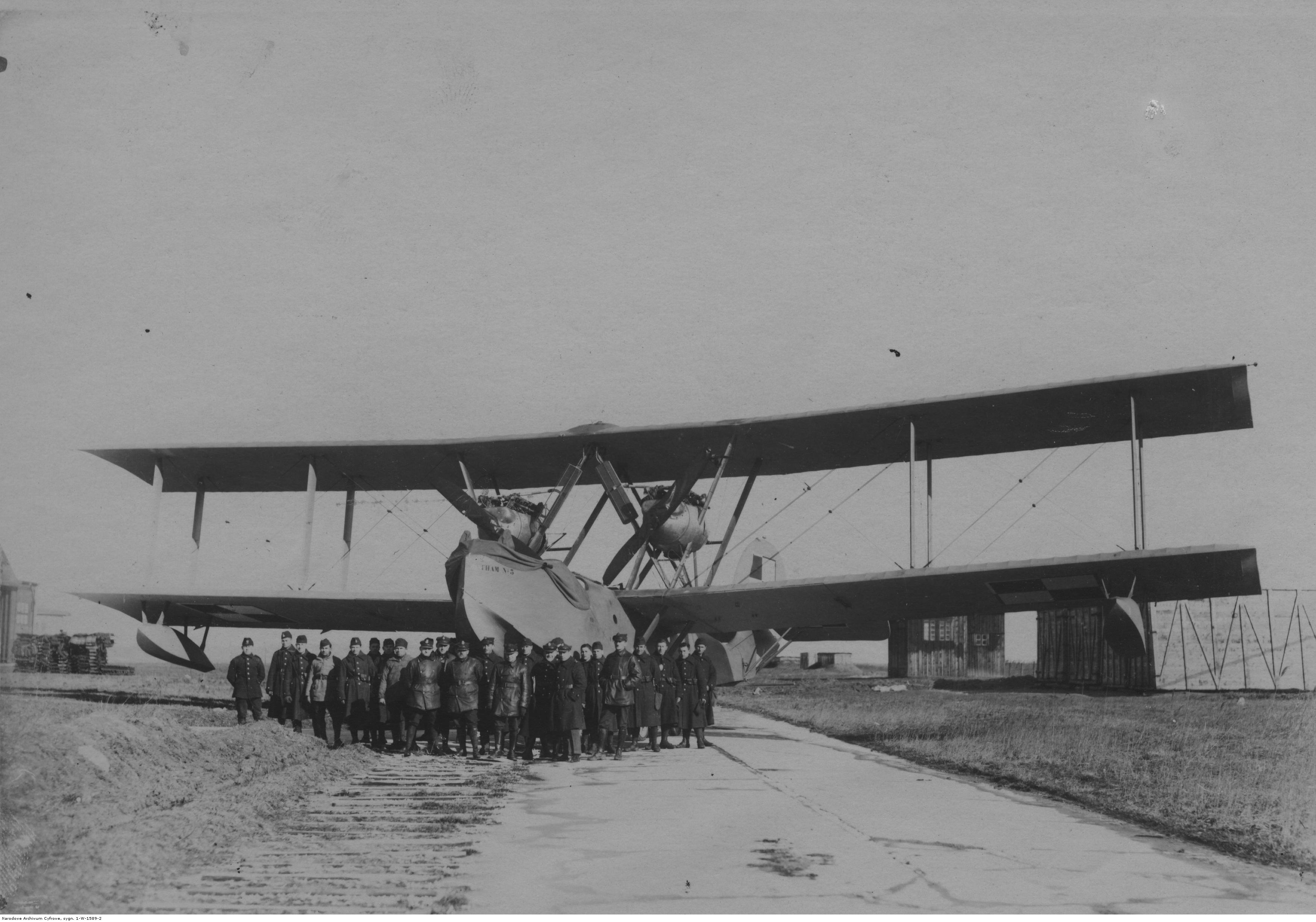
Latham 43

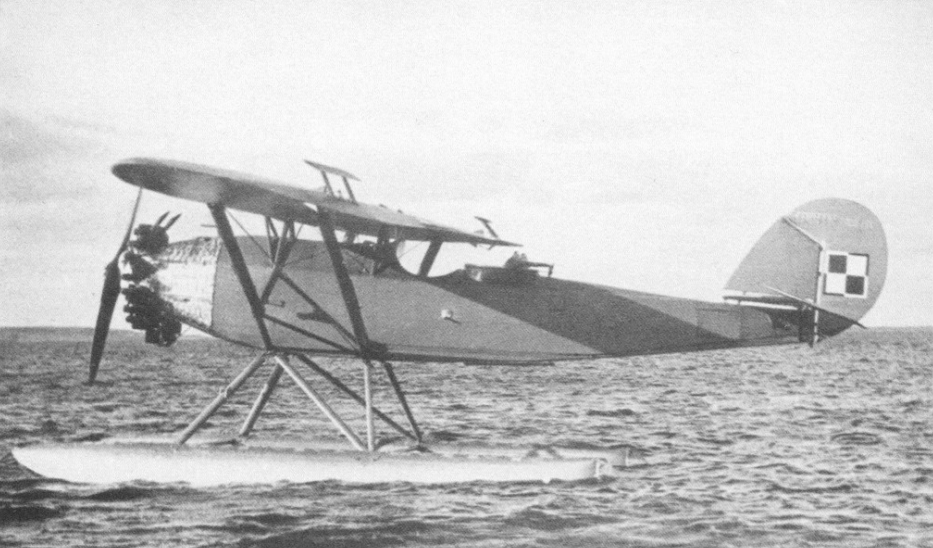
Lublin R.XIII bis/hydro

1 Eskadra Dalekiego Rozpoznania – pododdział morskiego lotnictwa Wojska Polskiego w II Rzeczypospolitej.
Eskadra sformowana w 1926 jako morska eskadra wielosilnikowa. W styczniu przemianowana na 1 eskadrę liniową „Wiking”, a w 1939 na 1 eskadrę dalekiego rozpoznania. W 1939, z powodu braku samolotów, żołnierze eskadry walczyli w obronie polskiego wybrzeża w szyku spieszonym.
Godło eskadry – biało-granatowy galion Wikingów.

## Formowanie i zmiany organizacyjne
W 1926 sformowana została w Pucku morska eskadra wielosilnikowa. Eskadra weszła w skład morskiego dywizjonu lotniczego. Wyposażenie stanowiło pięć 2-silnikowych łodzi latających wywiadowczo-bombowych typu Latham-43 HB3.
Po osiągnięciu zdolności ćwiczebnej, załogi eskadry brały udział w ćwiczeniach okrętów wojennych. Załogi samolotów ćwiczyły między innymi kierowanie ogniem artylerii okrętowej, wykrywanie min i łodzi podwodnych.
W sierpniu dwie łodzie latające Latham weszły w skład oficjalnej delegacji i odleciały do Kopenhagi. 
Drugą wizytą zagraniczną był lot dwóch łodzi latających Latham do Rygi. Z podróży zagranicznych samoloty powróciły we wrześniu.
Po zakończeniu wizyt nadal trwało doskonalenie personelu latającego we współpracy na morzu z jednostkami floty. W tym okresie dywizjon morski otrzymał 7 amfibii typu LeO H-135 B3, wywiadowczo–bombowych i 16 Schreck FBA.
We wrześniu 1930 wystartowały z Pucka do Libawy 3 łodzie latające Latham.
Rozkazem dziennym dywizjonu nr 17/30 z 22 stycznia 1930 morska eskadra wielosilnikowa została przemianowana na 1 eskadrę liniową „Wiking”.
W eskadrze coraz bardziej dawał się odczuwać brak sprawnego i nowoczesnego sprzętu. Łodzie latające „Latham” zużywały się, będąc już w tym okresie sprzętem przestarzałym i wyeksploatowanym.
W 1932 krajowy przemysł lotniczy dostarczył do morskiego dywizjonu 3 wodnosamoloty wywiadowczo-bombowe Lublin R-VIII bis, które jako maszyny przejściowe przydzielono 1 eskadrze. W maju eskadrze przydzielono wodnosamoloty Lublin R-XIII ter.
Zgodnie z zarządzeniem wykonawczym Szefa Kierownictwa Marynarki Wojennej L.4311/org.I.tjn. na podstawie zarządzenia Szefa Kier. Mar. Woj. nr 11/32 z 3 grudnia 1932, morski dywizjon lotniczy wcielono do Marynarki Wojennej. Rozkazem dziennym dowódcy dywizjonu nr 77/33 z 4 kwietnia 1933 ustalono nową obsadę personalną i sprzętową eskadry. 1 eskadra otrzymała wodnosamoloty R-VIII bis i R-XIII ter.
Tym samym rozkazem wprowadzono obowiązek zabierania spadochronów podczas wszystkich lotów nad masywami lądowymi bez względu na rodzaj i wysokość lotu; na wodnopłatowcach w razie lotu powyżej 300 m bez względu na rodzaj lotu.
Kryzys w sprzęcie osiągnął swoje apogeum w 1934 podczas ćwiczeń 1 eskadry z flotą na północ od Libawy na Łotwie. Na skutek zmiany warunków atmosferycznych wodnosamoloty zostały zmuszone przerwać ćwiczenia i wracać do bazy. Ponieważ przeciwny wiatr opóźnił lot, po wyczerpaniu paliwa część wodnosamolotów musiała przymusowo wodować. Dwa wodnosamoloty R~XIIIG utonęły, a załogi internowano w Królewcu na okres 3 dni.
W 1938 eskadra nie przedstawiała praktycznie żadnej wartości bojowej.
Po długich sporach na temat rodzaju wyposażenia lotnictwa morskiego między kierownictwem Marynarka Wojennej a Departamentem Aeronautyki MSWojsk., zapadła decyzja zakupu 6 wodnosamolotów typu Cant Z- 506B, które stanowić miały wyposażenie 1 eskadry. Pierwszy wodnosamolot Cant przyleciał do Pucka drogą powietrzną 27 sierpnia 1939. Nie posiadał uzbrojenia i amunicji.
Kampanię wrześniową personel 1 eskadry dalekiego rozpoznania odbył w spieszonych szeregach obrońców polskiego wybrzeża. 

## Personel eskadry
| Dowódcy eskadry |                       |                           |
| Stopień         | Imię i nazwisko       | Okres pełnienia służby    |
| kpt. pil.       | Bolesław Filanowicz   | 1926 – 1 I 1928           |
| kpt. mar. pil.  | Edward Szystowski     | 1 I 1928 – 3 VIII 1928    |
| por. mar. pil.  | Eugeniusz Podolski    | 3 VIII 1928 – 25 III 1930 |
| por. mar. pil.  | Edward Suzanowicz     | wz.23 VIII – 20 XII 1929  |
| por. mar. pil.  | Edward Suzanowicz     | 25 III 1930 – 14 IV 1930  |
| por. mar. pil.  | Bronisław Lubinkowski | 14 IV 1930 – VII 1930     |
| kpt. mar. pil.  | B. Filanowicz         | VII 1930 – 22 III 1933    |
| por. mar. pil.  | Adolf Stempkowski     | wz. 10 XI 1930 – 1931     |
| por. mar. pil.  | Feliks Baczyński      | 22 III 1933 –1938         |
| kpt. mar. pil.  | Roman Borowiec        | 1938 – 1939               |

## Wypadki lotnicze
W okresie funkcjonowania eskadry miały miejsce następujące wypadki lotnicze zakończone obrażeniami lub śmiercią pilota:
- 28 czerwca 1929 podczas lotu ćwiczebnego na wodnopłatowcu Latham 43, załoga st. bosm. pil. Henryk Wiechciński i ppor. obs. Henryk Kołodziejek ze względu na panującą mgłę musiała przymusowo wodować uszkadzając maszynę. Dzięki decyzji załogi uratowała ona życie i sprzęt przed zatonięciem.
- 11 kwietnia 1930 podczas lotu ćwiczebnego wodnosamolotem Schreck FBA-17H nad Zatoką Pucką zginęli ppor. pil. Zygmunt Majeski i pdm. wojsk. Bernard Łukasik.
- 11 sierpnia 1931 podczas wykonywania lotu nawigacyjnego wodnopłatowcem Latham, zginął sierż pil. Józef Gawlik.